# Дацко, Пётр Семёнович
Петр Семенович Дацко (18 января 1927, Станиславчик, Винницкий округ — 19 августа 2007, Одесса) — украинский советский партийный деятель, 1-й секретарь Одесского горкома КП Украины. Депутат Верховного Совета УССР 10-го созыва. Кандидат в члены ЦК КПУ (1981—1986).

## Биография
Родился 18 января 1927 года в селе Станиславчик Жмеринского района (теперь в Винницкой области) в крестьянской семье.
Служил в Красной армии. Участник Великой Отечественной войны.
Член ВКП(б) с 1949 года.
Образование высшее.
Работал инженером, директором Одесского машиностроительного завода «Красная гвардия».
На 1975 год — 1-й секретарь Приморского районного комитета КПУ города Одессы.
До апреля 1977 года — 2-й секретарь Одесского городского комитета КПУ Одесской области.
С апреля 1977 до 1984 года — 1-й секретарь Одесского городского комитета КПУ.
Затем — директор Всесоюзного Научно-инженерного центра «Биотехника»; директор Одесского филиала «Российского акционерного коммерческого банка».
В 1993—1999 годах — председатель правления банка «Пивденный» в Одессе. С 1999 года — почётный председатель правления банка «Пивденный» в Одессе. 

## Награды
- орден Отечественной войны 2-й ст. (6.04.1985)
- ордена
- медали